# Psaliodes lucida
Psaliodes lucida là một loài bướm đêm trong họ Geometridae.